# Liste der Ehrenbürger von Frankfurt am Main
Die Stadtverordnetenversammlung kann Personen, die sich um die Stadt Frankfurt am Main besondere Verdienste erworben haben, das Ehrenbürgerrecht auf Lebenszeit verleihen. Es handelt sich um die höchste Auszeichnung, die die Stadt zu vergeben hat. Rechte und Pflichten werden durch die Verleihung des Ehrenbürgerrechts nicht begründet oder aufgehoben, insbesondere müssen Ehrenbürger ihren Wohnsitz nicht in Frankfurt haben. Über die Verleihung des Ehrenbürgerrechts wird dem Ehrenbürger eine künstlerisch gestaltete Urkunde (Ehrenbürgerbrief) ausgehändigt.
Seit 1795 hat die Stadt nur 31 Personen zu Ehrenbürgern ernannt, von denen sechs auch in Frankfurt geboren sind:
- Friedrich Ludwig Erbprinz von Hohenlohe-Ingelfingen (1795)
- François Sébastian Charles Joseph de Croix Graf von Clerfayt und von Carbonne (1796)
- Heinrich Friedrich Karl vom und zum Stein (1816)
- Hans Georg von Carlowitz (1828)
- Ludwig von Schwanthaler (1844)
- Vincent Rumpff (1863)
- Johannes von Miquel (1890)
- Franz Adickes (1912)
- Leo Gans, Geheimer Kommerzienrat (1928, 1933 zum Verzicht gezwungen)
- Arthur von Weinberg, Geheimer Regierungsrat (1930, 1933 zum Verzicht gezwungen)

- Paul von Beneckendorff und von Hindenburg, Reichspräsident und Militär (1933, 2015 aus der Liste gestrichen)
- Hermann Göring, (1933, 1947 aus der Liste gestrichen)
- Adolf Hitler (1933, 1947 aus der Liste gestrichen)

- Georg Hartmann (1950)
- Richard Merton (1956)
- Albert Schweitzer (1959)
- Otto Hahn (1959)
- Theodor Heuss (1959)
- Max Horkheimer (1960)
- Friedrich Dessauer (1961)
- Georg-August Zinn (1966)
- Hermann Josef Abs (1981)
- Oswald von Nell-Breuning (1983)
- François Mitterrand (1986)
- Helmut Kohl (1999)
- Bruno H. Schubert (2002)
- Siegfried Unseld (2002)
- Friedrich von Metzler (2004)
- Walter Wallmann (2009)
- Trude Simonsohn (2016)
- Petra Roth (2017)

Nach der nationalsozialistischen Machtübernahme waren die jüdischen Ehrenbürger Leo Gans und Arthur von Weinberg zum Verzicht auf alle Ehrenämter gezwungen worden, auch das Ehrenbürgerrecht wurde ihnen aberkannt. Gans starb 1935, von Weinberg 1943 im KZ Theresienstadt. Noch 1933 hatte die Stadt auf Betreiben des Oberbürgermeisters Friedrich Krebs drei neue Ehrenbürger ernannt, außer dem Reichspräsidenten Hindenburg auch den Reichskanzler Adolf Hitler und den preußischen Ministerpräsidenten Hermann Göring.
Am 2. Juni 1947 beschloss der Magistrat, Göring und Hitler die Ehrenbürgerwürde abzuerkennen. Dagegen erhob der damalige Chef der Stadtkanzlei, Oberverwaltungsdirektor Adolf Kohl, juristische Einwände. Nach einem Erlass von 1936 erlösche das Ehrenbürgerrecht mit dem Tode, weshalb eine förmliche Aberkennung rechtlich nicht möglich sei. Der Magistrat folgte dieser Argumentation und beschloss in seiner Sitzung vom 6. Oktober 1947: „Hitler und Göring waren unwürdig, Ehrenbürger der Stadt Frankfurt zu sein. Da das Ehrenbürgerrecht mit dem Tode erlischt, erübrigt sich eine förmliche Aberkennung. Die Namen der Genannten sind unter den früheren Ehrenbürgern der Stadt nicht mehr zu nennen.“ Gans und von Weinberg wurden wieder in die Liste aufgenommen.
Am 30. Januar 1988 beschäftigte sich die Stadtverordnetenversammlung nochmals mit dem Ehrenbürgerrecht Görings und Hitlers und bestätigte die Regelung von 1947. Am 11. Juni 2015 beschloss die Stadtverordnetenversammlung, auch den ehemaligen Reichspräsidenten Paul von Hindenburg aus der Liste der Ehrenbürger zu streichen, da er am 3. April 1933 mit demselben Magistratsbeschluss ernannt worden war wie Hitler und Göring.
Die Ehrenplakette der Stadt Frankfurt am Main wurde einer größeren Zahl von Personen verliehen.